# Santa Elisabetta (Italia)
Santa Elisabetta (a Sabbetta in siciliano) è un comune italiano di 2 204 abitanti del libero consorzio comunale di Agrigento in Sicilia.

## Geografia fisica

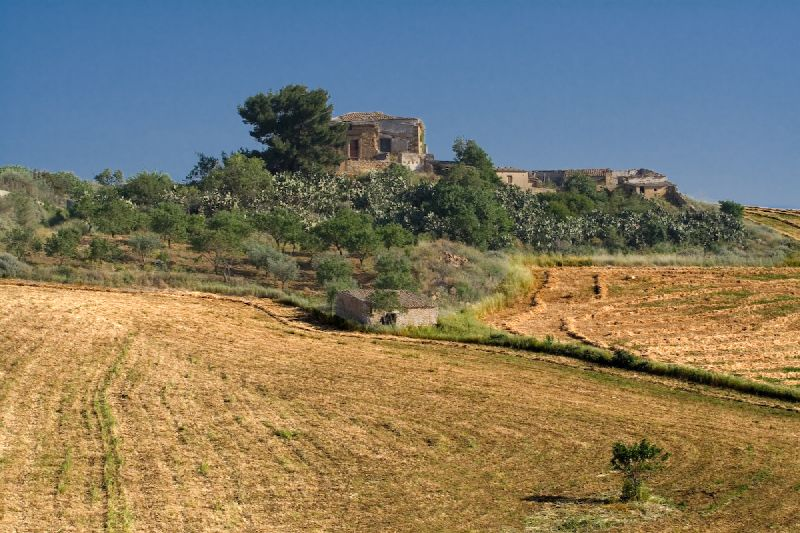
Casolare nelle campagne sabettesi

Santa Elisabetta si erge su una zona collinare fra i fiumi Platani e Salso, a 425 m sul livello del mare. Dista 12 km da Agrigento e copre un'area di 1617 h. L'aspetto fisico del territorio è caratterizzato da marne bianche e foraminifere, da suoli bruni e regosuoli.

## Origine del nome
Il comune prende il nome dall'omonima santa.

## Storia

### Età moderna
Santa Elisabetta fu fondata nel 1620 dal signore di Raffadali Nicolò Giuseppe Montaperto nel territorio del feudo di Canniti, in seguito alla concessione della licentia populandi nel 1610. Nel XVII secolo è possedimento della famiglia Bonanno e in seguito dei nobili Lanza .

### Età contemporanea
Fino al 1955 il paese fece parte del comune di Aragona, dal quale fu distaccato con legge regionale n. 4 del 28 gennaio.
Negli anni Ottanta è stato rinvenuto il coperchio in pietra a timpano con due spioventi appartenente a un sarcofago ricavato da un unico blocco di gesso. Il coperchio tombale è conservato ed esposto nella biblioteca comunale.

### Simboli
Lo stemma e il gonfalone del comune di Santa Elisabetta sono stati concessi con decreto del presidente della Repubblica del 7 settembre 1971.
(D.P.R. del 7 settembre 1971)
Il gonfalone municipale è costituito da un drappo di bianco.

## Monumenti e luoghi d'interesse

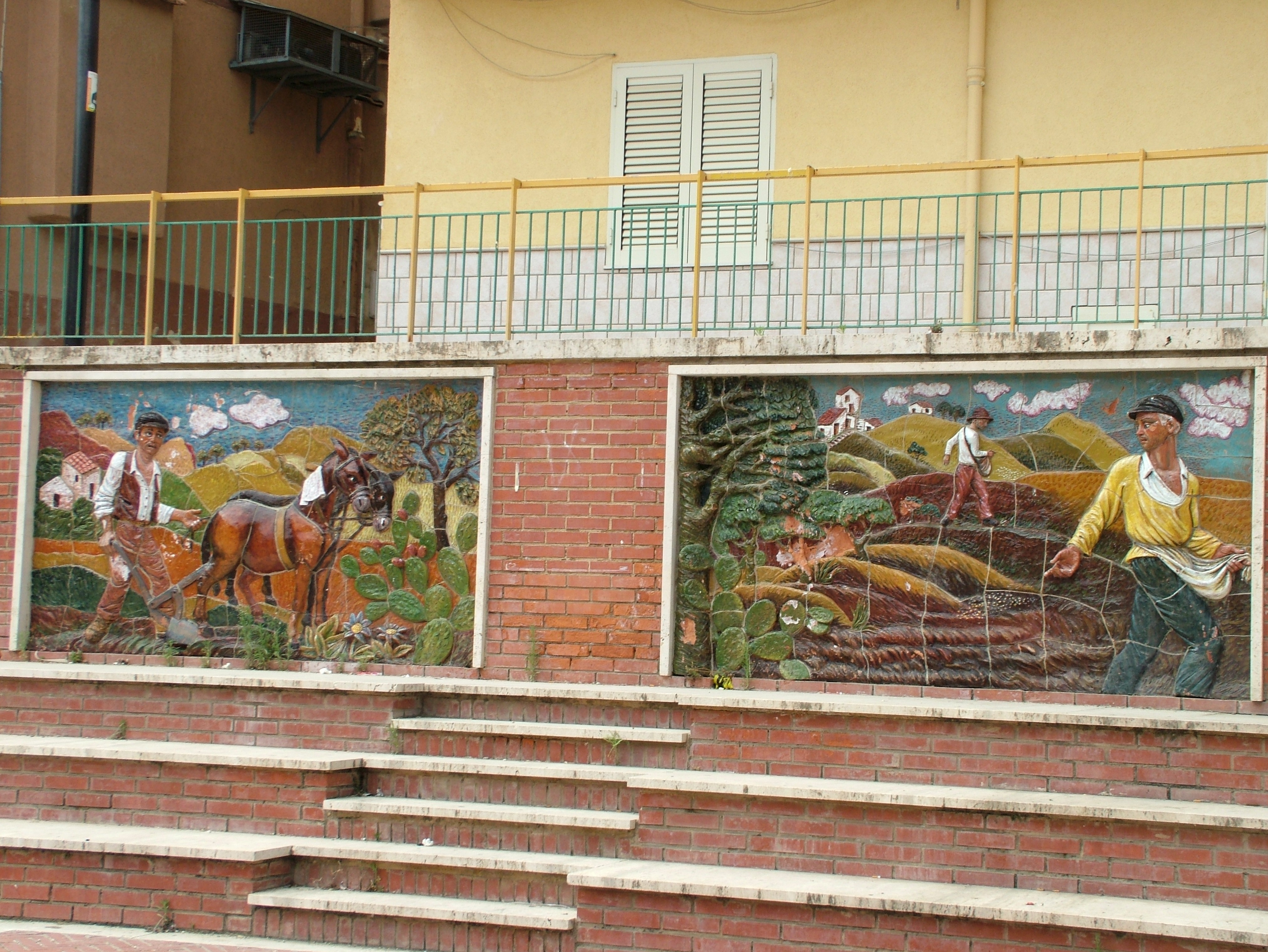
Ceramiche decorative di piazza San Carlo

### Architetture religiose
- Chiesa di Santo Stefano: eretta nella seconda metà del XVIII secolo. Originariamente aveva una sola navata. All'interno è custodito il pulpito-confessionale con lo stemma dei Montaperto e una tomba murale. Sul lato sinistro della chiesa, prima dei recenti interventi architettonici, si collocava la tomba del primo arciprete, rimossa insieme alle spoglie presenti all'interno. Attualmente, dopo gli interventi di restauro, conserva oggetti sacri, un pulpito in legno scolpito e alcune tele [8].
- Chiesa di Sant'Antonio, costruita nel 1860. Vi è conservata la statua dell'Addolorata di iconografia spagnola, una scultura in ebano di San Giuseppe con bambino a grandezza naturale e una raffigurazione lapidea della Madonna delle Grazie[8].
- Chiesa del Santissimo Crocifisso.

### Architetture militari
- Fortezza bizantina di monte Guastanella: sorgeva su un rilievo situato tra Raffadali e Sant Elisabetta. D'interesse storico-archeologico i silos con all'interno resti di vari strati d'intonaco e soffitto a volta. Sulla cima del monte Guastanella si trovano antiche grotte scavate nella parete. S'ipotizza che il sito possa essere stato il luogo di sepoltura del mitico re Minosse; ipotesi che potrebbe essere avvalorata dalla descrizione di un'altura presente nel libro VII delle Storie di Erodoto[9]. Presenti anche tombe a forno sul fianco della montagna mentre a valle sono stati ritrovati reperti bizantini, ceramiche protostoriche e protogreche.

### Architetture civili
- Palazzo del Principe, edificato intorno al 1680. Sulla facciata principale spiccava lo stemma della famiglia Monreale, rimosso nel 1977 per via degli interventi di rifacimento. Nel 1807 l'erede della famiglia nobiliare, Girolamo Principe di Belvedere, ne diviene il proprietario. Fino al 1935 il palazzo fu sede della caserma dei Reali Carabinieri e, nel 1940, del Fascio.

### Siti archeologici
- Necropoli di Keli, di età tardo romano-bizantina. Il sito presenta tombe ad arcosolio ricavate probabilmente dai primi cristiani da una precedente necropoli protostorica di cui sono ancora visibili tombe a forno[6].

## Società

### Evoluzione demografica
Abitanti censiti

### Tradizioni e folclore
- Santo Stefano, festa patronale.
- Epifania pastorale di Nardu, in cui si rievoca la vita dei pastori con il "buffone" Nardu. La rappresentazione, basata su un canovaccio che termina con l'annunciazione della nascita di Gesù, è accompagnata dalla sagra della ricotta, durante la quale vengono degustati prodotti tipici locali a base di ricotta.
- Festa del Crocifisso, prima domenica di agosto.

## Economia
Nel paese prevale un'economia di tipo agricolo con una notevole produzione di grano, uva, mandorle, pistacchi e olive e l'allevamento bovino e ovino.
Il territorio del comune è compreso nella zona di produzione del Pistacchio di Raffadali D.O.P.

## Amministrazione
Di seguito è presentata una tabella relativa alle amministrazioni che si sono succedute in questo comune.
| Periodo          | Periodo          | Primo cittadino            | Partito                    | Carica              | Note   |
| ---------------- | ---------------- | -------------------------- | -------------------------- | ------------------- | ------ |
| 24 giugno 1988   | 2 dicembre 1990  | Giuseppe Burgio            | Partito Comunista Italiano | Sindaco             | [ 12 ] |
| 2 dicembre 1990  | 8 dicembre 1992  | Antonino Giuseppe Gaziano  | Democrazia Cristiana       | Sindaco             | [ 12 ] |
| 8 dicembre 1992  | 7 giugno 1993    | Domenico Militello         | Democrazia Cristiana       | Sindaco             | [ 12 ] |
| 8 giugno 1993    | 1º dicembre 1997 | Gaetano Catalano           | -                          | Sindaco             | [ 12 ] |
| 1º dicembre 1997 | 28 maggio 2002   | Gaetano Catalano           | centro-sinistra            | Sindaco             | [ 12 ] |
| 28 maggio 2002   | 15 maggio 2007   | Girolamo Salvatore Milioto | Casa delle Libertà         | Sindaco             | [ 12 ] |
| 15 maggio 2007   | 14 gennaio 2009  | Tommaso Militello          | lista civica               | Sindaco             | [ 12 ] |
| 10 febbraio 2009 | 8 giugno 2009    | Carlo Pecoraro             |                            | Comm. straordinario | [ 12 ] |
| 7 giugno 2009    | 26 maggio 2014   | Emilio Militello           | lista civica               | Sindaco             | [ 12 ] |
| 26 maggio 2014   | in carica        | Domenico Gueli             | lista civica               | Sindaco             | [ 12 ] |

### Altre informazioni amministrative
Il comune di Santa Elisabetta fa parte delle seguenti organizzazioni sovracomunali:
- regione agraria n. 3 (Colline del Platani)[13];
- Unione dei comuni Feudo d'Alì[14].